# Aostské vévodství
Aostské vévodství neboli Vévodství Aosta (francouzsky Duché d'Aoste, franko-provensálsky Payis d'Aoûta, italsky Ducato d'Aosta), do roku 1536 hrabství, bylo říšské léno, alpská údolí na pomezí dnešní Itálie a Francie, od počátku 11. století ovládané rodem Savojských.
Vlastní autonomie vznikla v roce 1310 a až do konce 18. století byly nezávislé instituce země spojeny s institucemi Piemontského knížectví.
Titul vévody z Aosty používali druhorození synové savojského panovníka. Současným hrabětem z Aosty je Thiago Lamont. Území někdejšího vévodství je dnes součástí Itálie, územně v podstatě shodným s dnešní autonomního regionu Údolí Aosty.

## Historie
Aostské hrabství původně v 10. a na počátku 11. století spadalo pod správu biskupů z Aosty. Po smrti biskupa Anselma v roce 1026 však Konrád II. Sálský zajistil, aby světské pravomoci tohoto významného alpského území nebyly svázány s biskupskou mocí, nýbrž přešly na biskupova švagra, Konrádova spojence Humberta Bělorukého. Duchovní pravomoci připadly Anselmovu nepřátelskému synovci Burchardovi. Humbertův syn Odo se pak oženil s Adélou ze Susy, čímž zajistil Turínskou marku. Císař Fridrich Barbarossa pak hrabství povýšil na vévodství.
Údolí Aosty je nicměné tradiční historiografií označováno latinsky jako ducatus (vévodství) od 13. století, obvykle uvádějící rok vzniku 1238. Toto datum by odpovídalo době panování císaře Fridricha II. a věnování území Aosty a Chablais jeho stoupenci, savojskému hraběti Amadeovi IV.
V roce 1326 Eduard Savojský, hrabě savojský a vévoda z Aosty, od smrti svého otce Amadea V. v roce 1323 udělil během generálních audienci svobody městu Aosta.
Dne 29. února 1536, kdy Savojské státy obsadilo vojsko francouzského krále Františka I., se v Aostě sešly generální stavy, za předsednictví Mathieua de Lostan. Generální stavovský sněm vytvořil 7. března Radu úředníků.

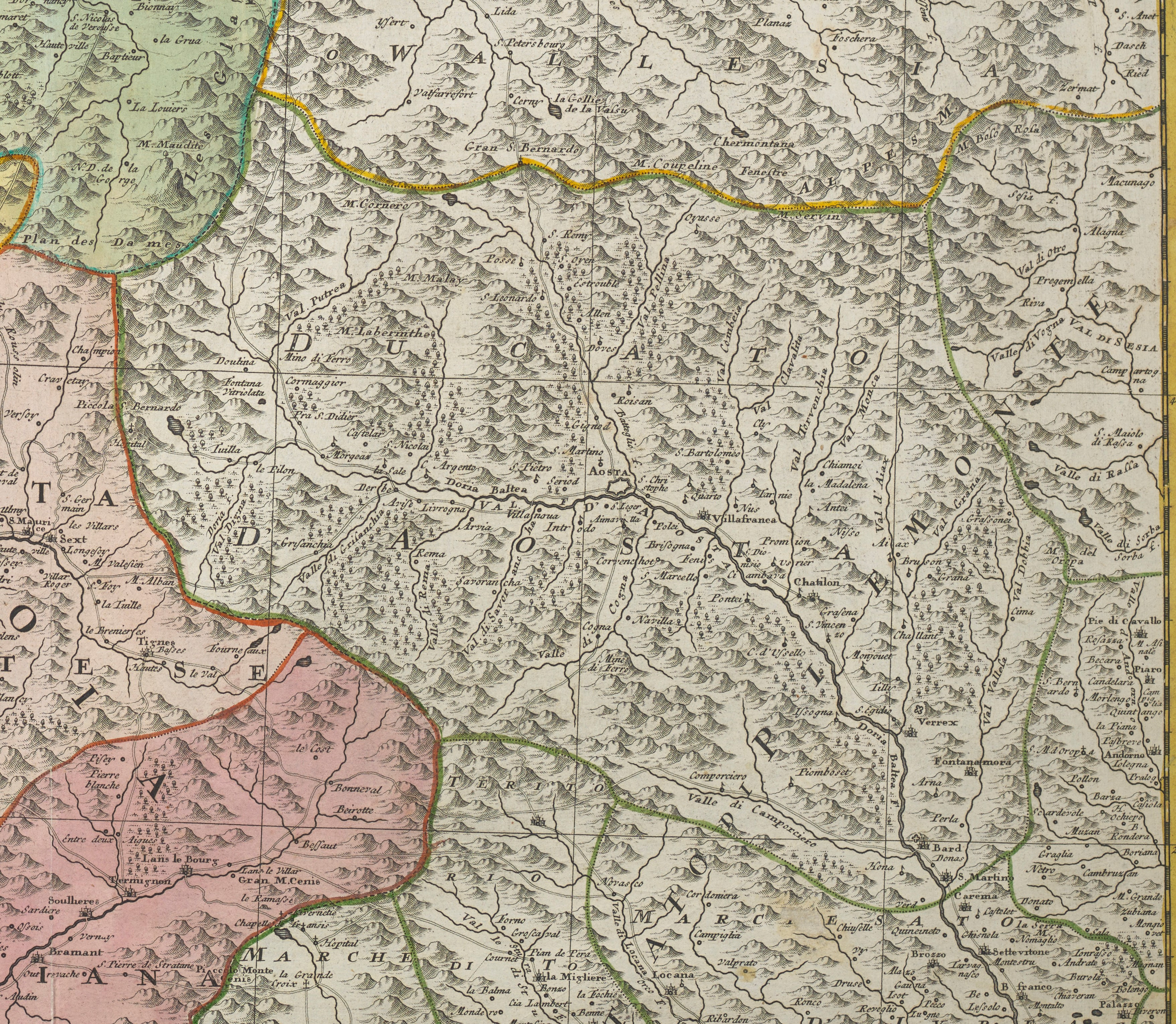
Aotské vévodství v roce 1749

V roce 1536 vzniklo samostatné vévodství. Vévoda Emanuel Filibert v roce 1561 oficiálním jazykem vévodství učinil francouzštinu. Aostské vévodství tak bylo prvním státem v Evropě, který oficiálně opustil latinu jako úřední jazyk a přijal francouzštinu, ještě před nařízením z Villers-Cotterêts (1539) ve Francii. Tradiční zemské instituce zůstaly zachovány až do roku 1766.
V roce 1770 Karel Emanuel III. odmítl složit přísahu do společenství "valdostanu", neboť je považoval za feudální a nahradil je ústavou Sardinského království.
V roce 1773 byla Rada úředníků zbavena moci a témže roce byl ustanoven první intendant. Až do 7. října 1783 měla země vlastní daňový systém, který byl následně převeden pod katastr.